# Steinmühle (Neresheim)
Steinmühle ist eine kleine Ortschaft in der Stadt Neresheim in Baden-Württemberg.

## Lage
Steinmühle liegt südlich der Kernstadt von Neresheim an der Egau.

## Geschichte
Die Steinmühle wurde wie die Gallusmühle und die Sägmühle an der Egau von der Abtei Neresheim angelegt. Die Steinmühle und die Sägmühle blieben auch bei der Gründung der Reichsabtei in deren Besitz und wurden nach der Säkularisation der Gemeinde Auernheim zugewiesen, kamen jedoch 1847 an die Gemeinde Schloß Neresheim. Mit dieser gelangte der Ort 1892 an die Stadt Neresheim.
Von 1901 bis 1972 war Steinmühle mit der Härtsfeldbahn an das Bahnnetz angeschlossen. Im Jahr 2001 wurde ein Teilstück dieser Bahnstrecke wieder als Museumsbahn aufgebaut und Steinmühle bekam seinen alten Haltepunkt zurück.

## Kulturdenkmale
Im Ort liegt eine vor 1900 erbaute Wegkapelle, ein neugotischer Backsteinbau, welcher unter Denkmalschutz steht.